# Den botaniske have i Lund
Den botaniske have i Lund er en botanisk have i det centrale Lund, som blev anlagt i 1800-tallet, og som har bygninger med aktiviteter i tilknytning til Lunds Universitet, hvoraf den ældste er Agardhianum. Andre huse er Botaniska museet og Gule villaen. I haven dyrkes der omkring 7.000 forskellige arter og i havens væksthus findes ni klimazoner med omkring 2.000 arter.
I 1974 blev Agardhianum, Kolhuset, Institutionen for fysiologisk botanik samt Botaniska museet erklæret for "byggnadsminne" (bygningsfredning).

## Galleri
| - Vækster i den botaniske have med Botaniska museet i baggrunden - Interiør fra et væksthus i den botaniske have |

55°42′14″N 13°12′10″Ø / 55.7039°N 13.2028°Ø